# Mistral One Design

Ilustração de uma embarcação da classe Lechner A-390.

A classe Mistral One Design (MOD), também conhecida simplesmente como Mistral, é uma classe de iates clássicos de corrida. Trata-se de uma prancha à vela de design único. produzido pela primeira vez na década de 1970. Em todo o mundo, existem mais de 30 000 construções desde então. Eles são leves e resistentes. Na mão direita, podem navegar com ventos entre 5 e 35 kn (3 e 18 m/s), dependendo das condições do mar.
O método inicial de fabricação do ASA Composite foi desenvolvido por Fritzmeier/Schuetz Werke em 1985. As 20.000 placas produzidas eram do mesmo molde. Esta prancha sofreu poucas alterações entre 1988 e 2004, além de alguns ajustes após os Jogos Olímpicos de 1996 e 2000.